# Fragapalooza
Fragapalooza, é a maior LAN party do Canadá, dedicada a jogos de computador. Organizada desde 1997, já se encontra actualmente (2007) na sua 10ª edição.